# Campionato mondiale di curling femminile 2014
Il Campionato mondiale di curling femminile 2014 (denominato anche Ford World Women's Curling Championship per motivi di sponsorizzazione) è stato la 36ª edizione del torneo. Si è disputato a Saint John, in Canada, dal 15 al 23 marzo 2014. La Svizzera ha vinto il titolo per la quarta volta, battendo in finale il Canada.

## Squadre qualificate
| Canada | Cina | Corea del Sud | Danimarca |
| --- | --- | --- | --- |
| Ottawa CC, Ottawa Skip: Rachel Homan Third: Emma Miskew Second: Alison Kreviazuk Lead: Lisa Weagle Alternate: Stephanie LeDrew                            | Harbin CC, Harbin Skip: Liu Sijia Third: Jiang Yilun Second: Wang Rui Lead: Liu Jinli Alternate: She Quitong                                       | Hvidovre CC, Hvidovre Skip: Madeleine Dupont Third: Denise Dupont Second: Christine Svensen Lead: Lina Almindingen Knudsen Alternate: Isabella Clemmensen | Gyeonggi-do CC, Gyeonggi Skip: Gim Un-Chi Third: Kim Ji-Sun Second: Lee Seul-Bee Lead: Um Min-Ji Alternate: Shin Mi-Sung                     |
| Germania | Lettonia | Rep. Ceca | Russia |
| SC Riessersee, Garmisch-Partenkirchen Skip: Imogen Lehmann Third: Corinna Scholz Second: Nicole Muskatewitz Lead: Stella Heiß Alternate: Frederike Manner | SC OndulatB, Riga Skip: Evita Regza Third: Dace Regza Second: Ieva Bērziņa Lead: Zaklina Litauniece Alternate: Iluta Linde                         | CC Sokol Liboc, Praga Skip: Anna Kubešková Third: Tereza Plíšková Second: Klára Svatoňová Lead: Veronika Herdová Alternate: Alžběta Baudyšová             | Moskvitch CC, Mosca Skip: Anna Sidorova Third: Margarita Fomina Second: Aleksandra Saitova Lead: Ekaterina Galkina Alternate: Nkeiruka Ezech |
| Scozia | Stati Uniti | Svezia | Svizzera |
| Currie and Balerno CC, Edimburgo Skip: Kerry Barr Third: Rachael Simms Second: Rhiann MacLeod Lead: Barbara McPake Alternate: Hannah Fleming              | St. Paul CC, Saint Paul Skip: Allison Pottinger Third: Nicole Joraanstad Second: Natalie Nicholson Lead: Tabitha Peterson Alternate: Tara Peterson | Skellefteå CK, Skellefteå Skip: Maria Prytz Third: Christina Bertrup Second: Maria Wennerström Lead: Margaretha Sigfridsson Alternate: Sara McManus       | Flims CC, Flims Skip: Binia Feltscher-Beeli Third: Irene Schori Second: Fränziska Kaufmann Lead: Christine Urech Alternate: Martina Baumann  |

## Girone all'italiana

### Classifica
| Squadre       | G  | V  | P  | PF | PS |
| ------------- | -- | -- | -- | -- | -- |
| Canada        | 11 | 10 | 1  | 82 | 47 |
| Svizzera      | 11 | 9  | 2  | 78 | 50 |
| Russia        | 11 | 8  | 3  | 84 | 50 |
| Svezia        | 11 | 8  | 3  | 90 | 56 |
| Corea del Sud | 11 | 8  | 3  | 81 | 70 |
| Stati Uniti   | 11 | 6  | 5  | 78 | 66 |
| Cina          | 11 | 6  | 5  | 70 | 74 |
| Rep. Ceca     | 11 | 3  | 8  | 65 | 80 |
| Germania      | 11 | 3  | 8  | 58 | 76 |
| Scozia        | 11 | 2  | 9  | 58 | 86 |
| Danimarca     | 11 | 2  | 9  | 50 | 89 |
| Lettonia      | 11 | 1  | 10 | 41 | 91 |

### Risultati
|               | Canada (bandiera) | Cina (bandiera) | Corea del Sud (bandiera) | Danimarca (bandiera) | Germania (bandiera) | Lettonia (bandiera) | Rep. Ceca (bandiera) | Russia (bandiera) | Scozia (bandiera) | Stati Uniti (bandiera) | Svezia (bandiera) | Svizzera (bandiera) |
| ------------- | ----------------- | --------------- | ------------------------ | -------------------- | ------------------- | ------------------- | -------------------- | ----------------- | ----------------- | ---------------------- | ----------------- | ------------------- |
| Canada        | –––               | 6-4             | 10-3                     | 8-2                  | 7-5                 | 8-4                 | 8-4                  | 7-5               | 8-3               | 9-3                    | 9-6               | 2-8                 |
| Cina          | 4-6               | –––             | 8-6                      | 9-3                  | 6-4                 | 9-5                 | 11-5                 | 2-10              | 8-7               | 5-12                   | 5-10              | 3-6                 |
| Corea del Sud | 3-10              | 6-8             | –––                      | 11-8                 | 9-4                 | 7-4                 | 8-5                  | 6-5               | 10-5              | 8-6                    | 4-13              | 9-2                 |
| Danimarca     | 2-8               | 3-9             | 8-11                     | –––                  | 5-10                | 10-4                | 4-8                  | 4-7               | 7-5               | 2-13                   | 2-7               | 3-7                 |
| Germania      | 5-7               | 4-6             | 4-9                      | 10-5                 | –––                 | 6-4                 | 8-5                  | 3-7               | 5-6               | 5-6                    | 4-11              | 4-10                |
| Lettonia      | 4-8               | 5-9             | 4-7                      | 4-10                 | 4-6                 | –––                 | 2-10                 | 2-10              | 8-6               | 3-7                    | 3-10              | 2-8                 |
| Rep. Ceca     | 4-8               | 5-11            | 5-8                      | 8-4                  | 5-8                 | 10-2                | –––                  | 8-7               | 4-6               | 6-7                    | 5-10              | 5-9                 |
| Russia        | 5-7               | 10-2            | 5-6                      | 7-4                  | 7-3                 | 10-2                | 7-8                  | –––               | 10-4              | 8-5                    | 7-4               | 8-5                 |
| Scozia        | 3-8               | 7-8             | 5-10                     | 5-7                  | 6-5                 | 6-8                 | 6-4                  | 4-10              | –––               | 4-8                    | 7-8               | 5-10                |
| Stati Uniti   | 3-9               | 12-5            | 6-8                      | 13-2                 | 6-5                 | 7-3                 | 7-6                  | 5-8               | 8-4               | –––                    | 5-8               | 6-8                 |
| Svezia        | 6-9               | 10-5            | 13-4                     | 7-2                  | 11-4                | 10-3                | 10-5                 | 4-7               | 8-7               | 8-5                    | –––               | 3-5                 |
| Svizzera      | 8-2               | 6-3             | 2-9                      | 7-3                  | 10-4                | 8-2                 | 9-5                  | 5-8               | 10-5              | 8-6                    | 5-3               | –––                 |

## Spareggio
|  | Spareggio     |               |   |  |
|  |               |               |   |  |
|  | Svezia        | Svezia        | 5 |  |
|  | Corea del Sud | Corea del Sud | 7 |  |

## Fase finale
|  |               |               |               |               |          |                 |                 |                 |          |          |        |        |        |
|  | Playoff       | Playoff       | Playoff       |               |          | Semifinale      | Semifinale      | Semifinale      |          |          | Finale | Finale | Finale |
|  | Playoff       | Playoff       | Playoff       |               |          | Semifinale      | Semifinale      | Semifinale      |          |          | Finale | Finale | Finale |
|  |               |               |               |               |          |                 |                 |                 |          |          |        |        |        |
|  |               |               |               |               |          |                 |                 |                 |          |          |        |        |        |
|  | Canada        | Canada        | 8             |               |          |                 |                 |                 |          |          |        |        |        |
|  | Canada        | Canada        | 8             |               |          |                 |                 |                 |          |          |        |        |        |
|  | Svizzera      | Svizzera      | 3             |               |          |                 |                 |                 |          |          | Canada | Canada | 5      |
|  | Svizzera      | Svizzera      | 3             |               |          |                 |                 |                 |          |          | Canada | Canada | 5      |
|  |               |               |               | Svizzera      | Svizzera | 7               |                 |                 | Svizzera | Svizzera | 9      |        |        |
|  |               |               |               | Svizzera      | Svizzera | 7               |                 |                 | Svizzera | Svizzera | 9      |        |        |
|  |               |               | Corea del Sud | Corea del Sud | 3        |                 |                 |                 |          |          |        |        |        |
|  |               |               |               | Corea del Sud | 3        |                 |                 |                 |          |          |        |        |        |
|  | Russia        | Russia        | 5             |               |          |                 |                 |                 |          |          |        |        |        |
|  | Russia        | Russia        | 5             |               |          |                 |                 |                 |          |          |        |        |        |
|  | Corea del Sud | Corea del Sud | 9             |               |          | Finale 3º posto | Finale 3º posto | Finale 3º posto |          |          |        |        |        |
|  | Corea del Sud | Corea del Sud | 9             |               |          | Finale 3º posto | Finale 3º posto | Finale 3º posto |          |          |        |        |        |
|  |               |               |               |               |          |                 |                 |                 |          |          |        |        |        |
|  |               |               |               |               |          |                 |                 |                 |          |          |        |        |        |
|  | Corea del Sud | Corea del Sud | 6             |               |          |                 |                 |                 |          |          |        |        |        |
|  | Corea del Sud | Corea del Sud | 6             |               |          |                 |                 |                 |          |          |        |        |        |
|  | Russia        | Russia        | 7             |               |          |                 |                 |                 |          |          |        |        |        |
|  | Russia        | Russia        | 7             |               |          |                 |                 |                 |          |          |        |        |        |

### Play-off 1ª-2ª
21 marzo 2014, ore 19:30 UTC-3
| Squadre  | Finale | 1 | 2 | 3 | 4 | 5 | 6 | 7 | 8 | 9 | 10 |
| -------- | ------ | - | - | - | - | - | - | - | - | - | -- |
| Canada   | 8      | 0 | 1 | 1 | 0 | 2 | 0 | 1 | 0 | 3 | X  |
| Svizzera | 3      | 0 | 0 | 0 | 1 | 0 | 1 | 0 | 1 | 0 | X  |

### Play-off 3ª-4ª
22 marzo 2014, ore 9:00 UTC-3
| Squadre       | Finale | 1 | 2 | 3 | 4 | 5 | 6 | 7 | 8 | 9 | 10 |
| ------------- | ------ | - | - | - | - | - | - | - | - | - | -- |
| Russia        | 5      | 2 | 0 | 1 | 0 | 0 | 1 | 0 | 0 | 1 | 0  |
| Corea del Sud | 0      | 0 | 1 | 0 | 2 | 2 | 0 | 1 | 1 | 0 | 2  |

### Semifinale
22 marzo 2014, ore 14:00 UTC-3
| Squadre       | Finale | 1 | 2 | 3 | 4 | 5 | 6 | 7 | 8 | 9 | 10 |
| ------------- | ------ | - | - | - | - | - | - | - | - | - | -- |
| Svizzera      | 7      | 1 | 0 | 1 | 0 | 2 | 0 | 0 | 0 | 3 | X  |
| Corea del Sud | 3      | 0 | 1 | 0 | 1 | 0 | 1 | 0 | 0 | 0 | X  |

### Finale 3º/4º posto
23 marzo 2014, ore 12:00 UTC-3
| Squadre       | Finale | 1 | 2 | 3 | 4 | 5 | 6 | 7 | 8 | 9 | 10 | 11 |
| ------------- | ------ | - | - | - | - | - | - | - | - | - | -- | -- |
| Corea del Sud | 6      | 0 | 0 | 0 | 1 | 0 | 0 | 2 | 0 | 3 | 0  | 0  |
| Russia        | 7      | 1 | 0 | 1 | 0 | 0 | 1 | 0 | 1 | 0 | 2  | 1  |

### Finalissima
23 marzo 2014, ore 19:30 UTC-3
| Squadre  | Finale | 1 | 2 | 3 | 4 | 5 | 6 | 7 | 8 | 9 | 10 |
| -------- | ------ | - | - | - | - | - | - | - | - | - | -- |
| Canada   | 5      | 0 | 0 | 2 | 0 | 2 | 0 | 1 | 0 | 0 | X  |
| Svizzera | 9      | 0 | 0 | 0 | 2 | 0 | 1 | 0 | 3 | 3 | X  |